# Улрих I фон Монфор-Брегенц
Улрих I фон Монфор-Брегенц (на немски: Ulrich I, Graf von Montfort-Bregenz; † 7 април 1287) е граф на Монфор-Брегенц във Форарлберг.

## Биография
Той е от влиятелния и богат швабски род Монфор/Монтфорт, странична линия на пфалцграфовете на Тюбинген, графове на Монфор-Брегенц. От 1207 г. наследниците се наричат на дворец Монфор във Форарлберг „граф на Монфор“.
Той е вторият син на граф Хуго II фон Монфор-Брегенц († 1260) и съпругата му Елизабет фон Берг-Шелклинген-Бургау, дъщеря на граф Хайнрих III фон Берг-Шелклинген († сл. 1241) и Аделхайд фон Шелклинген. Правнук е на пфалцграф Хуго IV фон Тюбинген († 1182) и Елизабет фон Брегенц-Пфуллендорф († 1216), дъщеря на граф Рудолф фон Брегенц, Кур и Пфулендорф († 1160) и принцеса Вулфхилд Баварска († сл. 1156), дъщеря на Хайнрих Черния († 1125), херцог на Бавария (Велфи).
Брат е на Хуго III фон Тетнанг-Монфор-Шеер († 1309), Фридрих фон Монфор († 1290), епископ на Кур (1282 – 1290), Вилхелм I фон Монфор († 1301), княжески абат на Санкт Гален (1281 – 1301), Хайнрих III фон Монфор († 1307), провост в Цурцах, на граф Рудолф II фон Монфор-Фелдкирх († 1302), и на Аделхайд фон Монфор († сл. 1302), омъжена за фогт Егино III фон Мач († 1277).
Племенник е на Хайнрих I фон Монфор († 1272), епископ на Кур (1268 – 1272).

## Фамилия
Улрих I фон Монфор-Брегенц се жени пр. 1272 г. за графиня Агнес фон Хелфенщайн, дъщеря на граф Улрих II фон Хелфенщайн († 1294) и Вилибирг/Вилебург фон Дилинген († 1268), дъщеря наследничка (1258 г.) на граф Хартман IV фон Дилинген († 1258) и Вилибирг фон Труендинген († 1246). Тя е племенница на Хартман фон Дилинген († 1286), епископ на Аугсбург (1248 – 1286). Те имат две деца:
- Хуго V фон Монфор-Брегенц (* пр. 1289; † 26 юли 1338), граф на Монфор в Брегенц, неженен
- Агнес фон Монфор

Улрих I фон Монфор-Брегенц има незаконната дъщеря:
- Катарина фон Монфор († сл. 1335), омъжена за Ото IV фон Лихтенщайн-Мурау цу Дурнщайн († 19 май 1340)